# Maserati 300S
Maserati 300S/350S är en sportvagn, tillverkad av den italienska biltillverkaren Maserati mellan 1955 och 1957.

## Bakgrund
Maserati hade sedan mitten av tjugotalet byggt tävlingsbilar åt var och en som hade råd att köpa och tävla med dem. När FIA införde ett världsmästerskap för sportvagnar 1953, hade Maserati bara den ålderstigna tvålitersmodellen A6GCS att erbjuda. För att kunna konkurrera med de större Ferrari-, Jaguar- och Aston Martin-bilarna behövdes en större modell.

## 300S
Maseratis nya sportvagn hade mycket gemensamt med formel 1-bilen 250F. Motorn i formelbilen hade redan förstorats till yttersta gränsen. Därför fick 300S en ny trelitersmotor, men byggd efter samma principer och med många delar gemensamma med 250F-motorn. Det var en rak sexa, med två överliggande kamaxlar och dubbeltändning. Växellådan placerades bak vid slutväxeln. Chassit var större än på formelbilen, men hjulupphängningarna, med dubbla tvärlänkar och skruvfjädrar fram och en De Dion-axel bak, hämtades från 250F.
Under säsongen 1956 modifierades karossen för lägre luftmotstånd.
Till 1957 förbättrades bromsarna och en femväxlad växellåda infördes. I slutet av året blev Maseratis ekonomiska problem akuta och man tvingades att avveckla tävlingsavdelningen.

## 350S

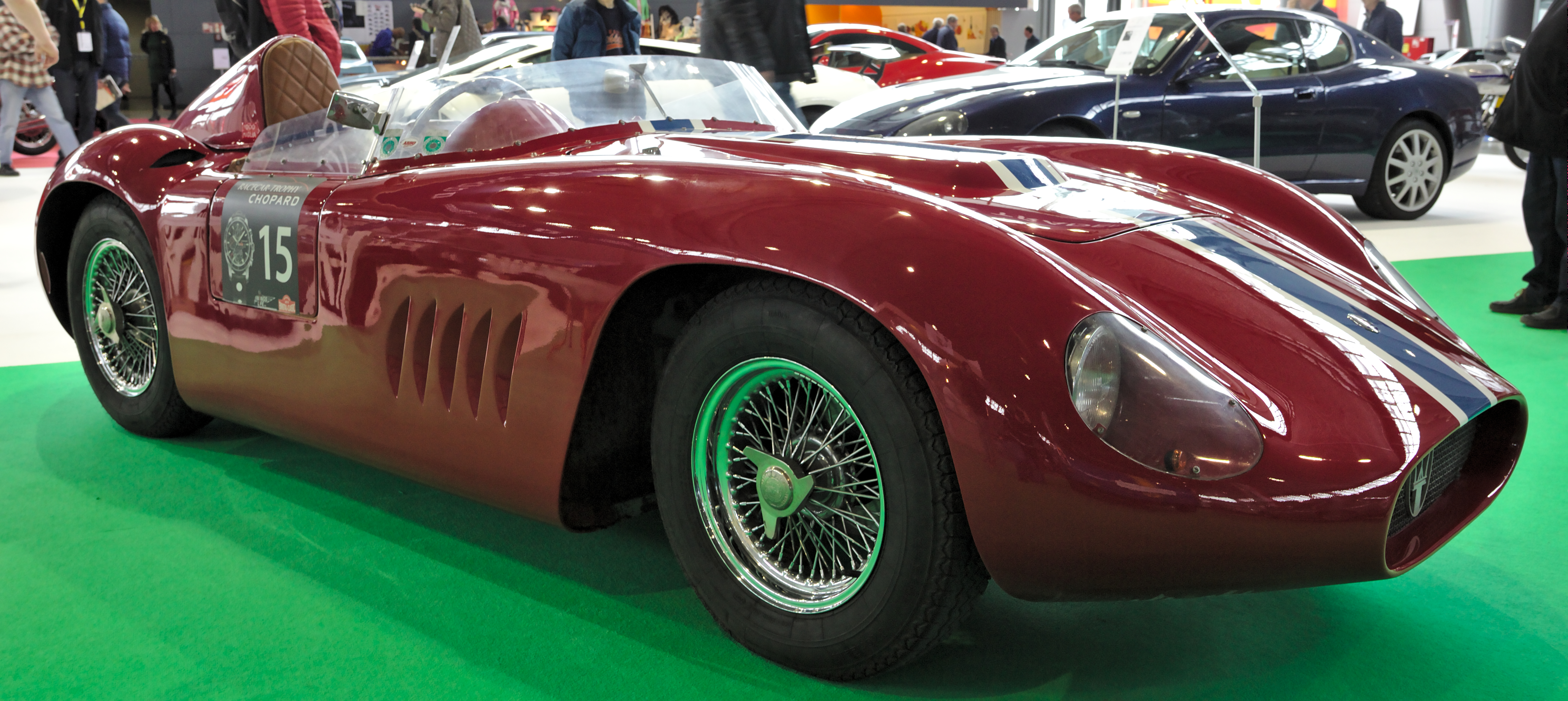
Maserati 350S

Maserati ansåg att 300S inte var tillräckligt kraftig, jämfört med konkurrenterna. Därför utvecklades den större 350S. Bilen fick en helt ny motor, som senare användes i sportbilen 3500 GT. 350S delade många detaljlösningar med den större 450S. Detta gjorde bilen tung och den blev inte så framgångsrik som Maserati hoppats.
350S tillverkades bara i tre exemplar och nådde aldrig några tävlingsframgångar.

## Tekniska data
| Tekniska data           | 300S                                                            | 350S                                                            |
| ----------------------- | --------------------------------------------------------------- | --------------------------------------------------------------- |
| Motor:                  | Frontmonterad 6-cylindrig radmotor                              | Frontmonterad 6-cylindrig radmotor                              |
| Cylindervolym:          | 2991 cm³                                                        | 3483 cm³                                                        |
| Borrning x slaglängd:   | 84 x 90 mm                                                      | 86 x 100 mm                                                     |
| Max effekt vid varvtal: | 245 hk vid 6 200 v/min                                          | 290 hk vid 6 000 v/min                                          |
| Ventilstyrning:         | 2 överliggande kamaxlar, 2 ventiler per cylinder                | 2 överliggande kamaxlar, 2 ventiler per cylinder                |
| Kompression:            | 9:1                                                             | 9,5:1                                                           |
| Förgasare:              | 3 Weber 42 DCO3                                                 | 3 Weber 45 DCO3                                                 |
| Växellåda:              | 4/5-växlad manuell                                              | 5-växlad manuell                                                |
| Hjulupphängning fram:   | Dubbla tvärlänkar, skruvfjädrar, hydrauliska stötdämpare        | Dubbla tvärlänkar, skruvfjädrar, hydrauliska stötdämpare        |
| Hjulupphängning bak:    | De Dion-axel, tvärliggande bladfjädrar, hydrauliska stötdämpare | De Dion-axel, tvärliggande bladfjädrar, hydrauliska stötdämpare |
| Bromsar:                | Hydrauliska trumbromsar                                         | Hydrauliska trumbromsar                                         |
| Chassi & kaross:        | Fackverksram med aluminiumkaross                                | Fackverksram med aluminiumkaross                                |
| Hjulbas:                | 231 cm                                                          | 233 cm                                                          |
| Torrvikt:               | 750 kg                                                          | 800 kg                                                          |
| Toppfart:               | 290 km/h                                                        | 300 km/h                                                        |

## Tävlingsresultat

### Sportvagns-VM 1955
300S debuterade säsongen 1955. Bilen led av problem med tillförlitligheten och andra barnsjukdomar. Efter en tredje och fjärdeplats i Sebring 12-timmarslopp som bästa placering, slutade Maserati på fjärde plats i VM. Då räknades även poängen som tagits med den äldre A6GCS.

### Sportvagns-VM 1956
1956 blev ett betydligt bättre år för 300S, med två vinster på fem lopp. Bilen vann sin första VM-tävling i Buenos Aires 1000 km, genom Stirling Moss och Carlos Menditéguy. Efter segern i Nürburgring 1000 km, genom Piero Taruffi och Harry Schell, slutade Maserati tvåa i VM, efter huvudkonkurrenten Ferrari.

### Sportvagns-VM 1957
1957 satsade Maserati på den större 450S-modellen, men 300:an tog ett par hedrande andraplatser i Buenos Aires 1000 km och Sebring 12-timmars och Maserati slutade ännu en gång tvåa, efter Ferrari.
Utanför VM tog Juan Manuel Fangio tre segrar i mindre lopp och Carroll Shelby vann loppet i Palm Springs.

### Efter 1957
Efter säsongen 1957 tvingade det bistra ekonomiska läget företaget att avveckla tävlingsavdelningen. Bilarna såldes till privatkunder och många används än idag i historisk racing.